# Starlink
 Starlink  je projekt američke tvrtke SpaceX kojemu je cilj omogućiti pristup internetu putem satelita u bilo kojem dijelu Zemlje. 
Prvih 60 Starlink satelita lansirano je 23. svibnja 2019. godine na raketi Falcon 9. Lansiranje se dogodilo u zračnoj postaji Cape Canaveral na Floridi. Od tada SpaceX konstantno lansira nove satelite na visinu od 550 km u zemljinu orbitu. Njih bi, prema planu, trebalo u orbiti biti čak 42 tisuće. Prvim korisnicima na sjeveru SAD-a i Kanade internetske usluge su već dostupne, dok je globalno širenje planirano za 2021. godinu.

## Karakteristike satelita
Svaki satelit teži oko 260 kg i ravnog je dizajna kako bi se smanjila veličina i maksimalno iskoristio kapacitet rakete Falcon 9 na kojoj su lansirani. Na svakom satelitu nalaze se 4 antene, solarni paneli i ionski potisnici pogonjeni kriptonom koji omogućavaju satelitima manevriranje u svemiru. Također svaki satelit u sebi sadrži senzore koji javljaju trenutnu poziciju te sadrži autonomni sustav za izbjegavanje sudara. Po završetku svog rada, sateliti će izgorjeti u Zemljinoj atmosferi u roku od 1-5 godina, što je znatno manje od stotina ili tisuća godina potrebnih satelitima na većim visinama.